# 3rd Maine Infantry
Le 3rd Maine Volunteer Infantry Regiment est un régiment d'infanterie qui entre en service à Augusta, dans le Maine, pour une durée de trois ans le 4 juin 1861, et est libéré du service le 28 juin 1864. Les anciens combattants qui se sont ré-enrôlés et les recrues qui ne sont pas arrivées au terme de leur engagement sont transférés dans le 17th Maine Infantry.

## Services
Le 3rd Maine Infantry participe à la bataille de Chantilly au sein de la brigade de Birney ; notamment il fait partie des troupes qui subissent des combats difficiles en fin de journée lorsque les troupes de la brigade mises en ligne, bien que composées d'hommes aguerris, sont d'abord réticentes à monter au combat.
Le régiment prend part à la bataille de Chancellorsville (30 avril-6 mai 1863) au sein de la deuxième brigade de la première division du IIIe corps de l'armée du Potomac(p457),.
Le 3rd Maine participe à la bataille de Gettysburg ; Le 2 juillet 1863, le régiment subit de lourdes pertes, d'abord lors d'un combat au cours d'une reconnaissance menée par le 1st U.S. Sharpshooters et un détachement du 3rd Maine Infrantry qui se heurte au 10th Alabama Infantry et au 11th Alabama infantry et ensuite dans la journée lors des combats à Peach Orchard. Les pertes de cette journée sont 112 hommes sur les 210 engagés dans les combats.

## Commandants
Colonel Moses B. Lakeman

## Nombre de victimes et effectif total
Le 3rd Maine a vu l'enrôlement de 1 586 hommes au cours de son existence. Il a perdu 10 officiers et 124 soldats tués au combat ou des suites de blessures reçues au cours d'une bataille et 1 officier et 148 soldats supplémentaires sont morts de la maladie. 33 hommes sont morts dans les prisons confédérées. Le total des décès du régiment sont de 316.